# 光子館
株式会社光子館（かぶしきがいしゃ こうしかん）は、日本のテレビ番組や、イベントで使用される着ぐるみ、パペットといった人形類、並びの造形物の製造を行う美術会社である。

## 会社概要
- 創業　1975年3月[1]
- 所在地　東京都渋谷区神山町 渋谷中央神山ビル1階（近接地に第2工房あり）[2]
- 資本金　1000万円[2]
- 主な事業　テレビ・CM・舞台・映画・ラジオ・企業宣伝・展示物の特殊美術の製作・製造[2]

## 主要な制作物
- 子供・ファミリー向けテレビ番組のキャラクターの着ぐるみ[1]
  - パンポロリン
  - ひらけ!ポンキッキ
  - おーい!はに丸
  - クイズ100人に聞きました
  - ビートたけしのスポーツ大将
  - 関口宏の東京フレンドパーク（シーズン1、II）
  - どーもくん
  - おはスタ
- パペット[1]
  - 飛べ!孫悟空
  - こどもにんぎょう劇場
  - 音楽派トゥギャザー
  - ちゅらさん・ゴーヤーマン
  - クイズ!家族ドレミファ大賞→クイズ・ドレミファドン!
- 造形物[1]
  - ザ・ベストテン
  - ドリフ大爆笑
  - 加トちゃんケンちゃんごきげんテレビ
  - 風雲!たけし城
  - ニュースステーション
  - NHKニュース7
  - 中居正広の怪しい図書館
  - ダーウィンが来た!
- イベント[3]
  - 新日本プロレス・ビッグバン・ベイダーの甲冑
  - 太田胃散
  - ぱちゃぽ（日本水泳連盟）
  - タウンワーク